# Spitting Games
"Spitting Games" је главни сингл са трећег албума групе Сноу патрол, Final Straw.
Песма се налази у видео-игри MVP Baseball 2004 и многобројним издањима Club Football 2005. Песма се налази и у "Everything Changes", првој епизоди серије Торчвуд, која је базирана на серији Доктор Ху, а касније се појављује у епизоди "Greeks Bearing Gifts" из 2006. године.

## Списак песама
- CD

1. "" (спот)

- 7"

## Поновно издање
Сингл "Spitting Games" је издат и други пут, 12. јула 2004. године и у E-CD и у 7" формату. Овога пута, песма је достигла листу 40 најбољих, јер је група била познатија у то време. Најбоље место на листи било је 23.

### Списак песама
- CD

1. "" (обрада песме Бијонсе)
2. "" (обрада песме Вила Олдхама)
3. "" (видео верзија 2)

- 7"